# Wadi-us-Salaam
Wadi Al-Salaam (àrab: وادي السلام, Wādī s-salām, ‘Vall de la Pau’) és un cementiri islàmic, localitzat a la ciutat sagrada xiïta de Najaf, Iraq. És el cementiri més gran del món, amb una superfície de 6,01 km², amb més de 5 milions de cossos, i atreu milions de pelegrins anualment.
El cementiri és a prop del santuari de l'imam Ali ibn Abi Talib, el primer imam del xiisme i quart califa sunnita. Els xiïtes creuen que Alí té el poder d'intercedir pels difunts reduint el seu patiment durant el traspàs de l'ànima i que si són enterrats allà seran ressuscitats d'entre els morts el dia del judici final junt amb el seu guia espiritual. És per això que molts xiïtes de l'Iraq i de l'Iran demanen ser enterrats en aquest cementiri. També consideren que Adam i el profeta Noè són enterrats al santuari de l'imam Alí. Gràcies a les millores del transport, xiïtes d'arreu el món són (o demanen ser) enterrats al cementiri. Tanmateix, l'enterrament al cementiri significa ser col·locat dins d'una de les moltes seves catacumbes on cada cripta pot rebre fins a 50 cossos. Els procediments d'enterrament són controlats per la Marja' (lleis religioses xiïtes).

## Història
Enterraments diaris han tingut lloc a Wadi-Al-Salam d'ençà 1,400 anys i el lloc és a la llista provisional del Patrimoni de la Humanitat de la UNESCO. Existeixen enterraments documentats a Najaf des dels imperis part i sassànida i les antigues ciutats mesopotàmiques sovint tenien cementiris similars amb nombroses tombes acumulades.
Es calcula que durant la Guerra d'Iraq aproximadament 200 a 250 cadàvers hi eren enterrats diàriament, reduint-se a menys de 100 per dia el 2010. Una xifra en augment respecte dels 20,000 cossos, principalment de l'Iran, enterrats anualment a l'inici del segle xx. La majoria d'iraquians i molts iranians xiïtes tenen un parent enterrat al cementiri.
A partir del 2014 i coincidint amb la guerra contra ISIS, el nombre d'enterraments va pujar molt, portant al robatori, venda il·legal o improvisació de tombes. Segons un enterrador: “Mai he estat tan ocupat. Ni tan sols després del 2003 o 2006 [al pic de la guerra de l'Iraq].”

## Tombes prominents
- Gran Aiatol·là Mohammad Mohammad Sadeq al-Sadr – el seu mausoleu és possiblement el més visitat del cementiri.[14]
- Gran Aiatol·là Muhammad Baqir al-Sadr